# Half-Life 2
Half-Life 2 este un joc video de tip first-person shooter dezvoltat și publicat de Valve Corporation. Lansat pe 16 noiembrie 2004, jocul este continuarea aclamatului Half-Life (1998) și face parte din seria Half-Life. Half-Life 2 a fost foarte bine primit de critici și jucători deopotrivă, fiind lăudat pentru povestea sa captivantă, gameplay-ul inovator și tehnologia avansată.

## Povestea
Half-Life 2 continuă povestea lui Gordon Freeman, un fizician teoretician care a supraviețuit unui incident catastrofal la Black Mesa Research Facility în primul joc. Jocul începe cu Gordon Freeman fiind reanimat din stază de misteriosul G-Man și plasat într-o lume distopică controlată de un imperiu extraterestru cunoscut sub numele de Combine.

## Setting
Acțiunea se desfășoară în City 17, un oraș controlat de Combine, unde Freeman se alătură mișcării de rezistență umane pentru a lupta împotriva opresiunii extraterestre. De-a lungul jocului, Freeman întâlnește vechi prieteni și noi aliați, inclusiv Alyx Vance, Dr. Eli Vance, Dr. Judith Mossman și Barney Calhoun.

## Gameplay
Half-Life 2 este un first-person shooter care combină elemente de puzzle și explorare. Jocul este cunoscut pentru designul său non-liniar și fizica avansată, implementată prin motorul Source dezvoltat de Valve.

### Arme și echipament
- Crowbar: Arma iconică a lui Gordon Freeman, utilizată pentru lupta corp la corp și rezolvarea unor puzzle-uri.
- Gravity Gun (Zero Point Energy Field Manipulator): O unealtă revoluționară care permite jucătorilor să manipuleze obiecte din mediul înconjurător pentru a le folosi ca arme sau pentru a rezolva puzzle-uri.

### Vehicule
Jucătorii au la dispoziție diverse vehicule pentru a naviga prin medii vaste și complexe:
- Airboat: Utilizat pentru a traversa canalele inundate ale orașului.
- Buggy: Un vehicul off-road folosit pentru a explora zonele deșertice din afara City 17.

## Motorul de jocuri video Source
Motorul de jocuri video Source, dezvoltat de Valve, a fost revoluționar la momentul lansării pentru capabilitățile sale grafice avansate și sistemul de fizică realistă. Acesta a permis o interacțiune detaliată cu mediul înconjurător și a adus un nivel de realism nemaivăzut în jocurile video de până atunci.

## Personaje
- Gordon Freeman: Protagonistul jocului, un fizician teoretician care devine simbolul rezistenței umane împotriva Combine.
- Alyx Vance: O membră a rezistenței și partenera lui Gordon. Ea este un personaj esențial în poveste, oferindu-i suport și ajutor lui Freeman.
- Dr. Eli Vance: Tatăl lui Alyx și fost coleg al lui Freeman la Black Mesa, lider al mișcării de rezistență.
- Dr. Judith Mossman: Un om de știință care inițial pare a fi un aliat, dar ulterior se dovedește a avea loialități dubioase.
- Barney Calhoun: Un fost paznic de securitate la Black Mesa, acum membru al rezistenței.
- G-Man: O figură enigmatică care pare a controla soarta lui Freeman, apare periodic în joc.

## Episoade și continuări
Valve a lansat ulterior două episoade pentru Half-Life 2 care continuă povestea principală:
- Half-Life 2: Episode One (2006): Continuă imediat după finalul jocului principal, urmărind încercările lui Gordon și Alyx de a scăpa din City 17.
- Half-Life 2: Episode Two (2007): Extinde povestea, prezentând o călătorie prin natura sălbatică pentru a livra un mesaj crucial către baza rezistenței.

## Receptare critică
Half-Life 2 a fost aclamat universal, obținând scoruri înalte pe Metacritic și alte platforme de recenzii. Jocul a fost lăudat pentru povestea sa profundă, designul inovator al nivelurilor, și implementarea impresionantă a fizicii. De asemenea, a câștigat numeroase premii de la publicații și organizații din industrie.

## Impact și moștenire
Half-Life 2 este considerat unul dintre cele mai mari jocuri video din toate timpurile, având un impact semnificativ asupra dezvoltării jocurilor de tip first-person shooter și a industriei în general. Inovațiile sale tehnologice și narative au influențat numeroase titluri ulterioare.
Titlul rămâne un reper în istoria jocurilor video, combinând o poveste captivantă, personaje memorabile și gameplay inovator într-un pachet unic. Succesul și influența sa continuă să fie resimțite și astăzi, atât în industria jocurilor video, cât și în cultura populară.

## Modding și comunitatea de fani
Half-Life 2 are o comunitate activă de fani și modderi care continuă să creeze conținut nou și să extindă universul jocului. Motorul Source a facilitat dezvoltarea de moduri populare precum Garry's Mod și Black Mesa, un remake modern al primului joc Half-Life.

## Capitolele jocului
1.Point Insertion
2.A Red Letter Day
3.Route Kanal
4.Water Hazard
5.Black Mesa East
6.We don't go to Ravenholm...
7.Highway 17
8.Sandtraps
9.Nova Prospekt
10.Entanglement
11.Anticitizen One
12.Follow Freeman!
13.Our Benefactors
14.Dark Energy
15.Credite

## Personajele jocului
Gordon Freeman este protagonistul jocului, un om de știință, care a supraviețuit unor pericole nemaîntâlnite la Black Mesa. Acum, el trebuie să-și forțeze soarta din nou, de data asta pentru a elibera cetățenii Orașului 17 din sclavia impusă de Combine. Cetățenii îl vad pe Freeman ca pe un mesia. Începând din capitolul 10, Freeman este inamicul numărul unu al Combine-ului, primind denumirea „Anticitizen One”.
Alyx Vance este partenera lui Gordon, fiica lui Eli Vance, fost cercetător la Black Mesa. Alyx îl va ajuta de-a lungul jocului în momente grele, în scopul de a salva Orașul 17 de la moarte sigură.
Dr. Breen este cel care a făcut pace între Combine și omenire, în urma Războiului de 7 Ore, încheind un tratat de pace cu Combine, în schimbul sclaviei omenirii. Breen este inamicul principal al lui Gordon, și un colaborator al Imperiului, care locuiește la ultimul etaj al Citadel-ei.
Barney este un fost ofițer de securitate de la Black Mesa, care acum este unul dintre cei mai mari lideri ai rebelilor în Orașul 17, conducând revolta împotriva Imperiului. Barney va lupta alături de Gordon în timpul revoltei.
Eli Vance este un fost cercetător de la Black Mesa. El a scăpat de acolo fără un picior, pierdut în urma atacului unui Bullsquid. Acum, el este creatorul bazei Black Mesa East, loc în care rebelii își concentrează forțele și confecționează noi tehnologii și arme în scopul de a distruge Combine-ul.
Judith Mossman lucrează la Black Mesa East împreună cu Dr. Vance. Alyx nu se prea înțelege cu ea, datorită argumentelor ei. În cele din urmă, Gordon și Alyx află că ea a colaborat cu Dr. Breen pentru Combine, cu motivul de a fura datele teleportatorului pe care Combine-ul îl dorea așa de mult, deoarece tehnologia de teleportare a lor funcționa numai la o scară mare, de la o lume la alta.
Dr. Kleiner este un fost cercetător la Black Mesa și un fost profesor la MIT de-al lui Gordon. Acum, el lucrează împreună cu Barney în laboratorul său secret din Orașul 17.
Odessa Cubbage este un important lider de-al rebelilor. El deține mulți rebeli în baza lui, New Little Odessa. Gordon îl întâlnește în drum spre Nova Prospekt, pe coastă.
G-man este primul caracter care îi apare lui Gordon în față. El l-a trezit pe Gordon din starea de hibernare în care tot el l-a pus. G-man apare și în primul Half-Life de câteva ori și este ultimul personaj vǎzut la sfârșitul primului joc. Nimeni nu știe cine este.